# 板谷街道
板谷街道（いたやかいどう）は、福島県福島市と山形県上山市を繋いでいた街道である。一般的に米沢街道と呼ばれており、板谷峠を越える道筋であることから別称のひとつとして用いられた。

## 概要
福島城下から板谷峠や米沢城下を経て上山城下へ至る主要な街道であり、会津と米沢間とを結ぶ街道も同じく米沢街道と称していたことから、会津側と区別化するために福島側を「板谷街道」と呼ばれることもあった。
米沢藩ほか出羽国列藩の参勤交代に利用された。福島城下には阿武隈川舟運の起点であった福島河岸の船着場や米沢藩米蔵が存在したことから、物資運搬においても重要な街道であった。
現在、福島・山形両県境の山間部では、藪道や同街道の県境を流れる蟹が沢（松川支流）で途切れている区間があるなど、通行が困難な程に荒れた状態である。これは明治期に福島・米沢との接続を担ってきた街道が、板谷街道（米沢街道）から萬世大路に変り、旧道にあたる同街道が不要になったことが理由として挙げられる。
板谷街道（米沢街道）の福島市側、概ね福島県道310号庭坂福島線の並走または重複区間を庭坂街道と呼ばれている。

## 宿場
旧米沢街道宿場史跡として当時の石碑や後に自治体が設置した案内などで、当時の面影や街道の道筋を知ることができる。
数は福島宿からの通し番号である。
| 宿場        | 令制国 | 郡     | 現在の自治体 | 現在の自治体 | 現在の自治体 | 特記事項                                                        |
| 宿場        | 令制国 | 郡     | 都道府県     | 市区町村     | 市区町村     | 特記事項                                                        |
| ----------- | ------ | ------ | ------------ | ------------ | ------------ | --------------------------------------------------------------- |
| 1. 福島宿   | 岩代国 | 信夫郡 | 福島県       | 福島市       | 福島市       | 福島城下 奥州街道・土湯街道・中村街道・川俣街道・飯坂街道が分岐 |
| 2. 笹木野宿 | 岩代国 | 信夫郡 | 福島県       | 福島市       | 福島市       |                                                                 |
| 3. 庭坂宿   | 岩代国 | 信夫郡 | 福島県       | 福島市       | 福島市       |                                                                 |
| 4. 李平宿   | 岩代国 | 信夫郡 | 福島県       | 福島市       | 福島市       |                                                                 |
| 5. 板谷宿   | 出羽国 | 置賜郡 | 山形県       | 米沢市       | 米沢市       |                                                                 |
| 6. 大沢宿   | 出羽国 | 置賜郡 | 山形県       | 米沢市       | 米沢市       |                                                                 |
| 7. 関根宿   | 出羽国 | 置賜郡 | 山形県       | 米沢市       | 米沢市       |                                                                 |
| 8. 米沢宿   | 出羽国 | 置賜郡 | 山形県       | 米沢市       | 米沢市       | 米沢城下 米沢街道（会津街道）分岐                               |
| 9. 糠野目宿 | 出羽国 | 置賜郡 | 山形県       | 置賜郡       | 高畠町       |                                                                 |
| 10. 赤湯宿  | 出羽国 | 置賜郡 | 山形県       | 南陽市       | 南陽市       |                                                                 |
| 11. 中山宿  | 出羽国 | 置賜郡 | 山形県       | 上山市       | 上山市       |                                                                 |
| 12. 上山宿  | 出羽国 | 村山郡 | 山形県       | 上山市       | 上山市       | 上山城下 羽州街道分岐                                           |

## 通行
福島市の大半は福島県道310号庭坂福島線、米沢市側の大半は山形県道232号板谷米沢停車場線に指定されている。しかし郊外部の区間は、藪道や沢の水上を通ることになり、車両進入禁止の区間が点在した状態にある。軽車両や徒歩での通行においても、山の天候や沢の流れ、熊など十分に注意を払う必要がある。